# اچ‌تی‌سی دیزایر اس
اچ‌تی‌سی دیزایر اس (به انگلیسی: HTC Desire S) یک تلفن همراه هوشمند دارای سیستم‌عامل آندروید است که در تاریخ ۱۵ فوریهٔ ۲۰۱۱ در کنگرهٔ جهانی موبایل از سوی شرکت اچ‌تی‌سی معرفی شد و در مارس ۲۰۱۱ عرضه گردید.

## سخت‌افزار
اچ‌تی‌سی دیزایر اس دارای یک نمایشگر لمسی خازنی در اندازهٔ ۳٬۷ اینچ از نوع ال‌سی‌دی با تفکیک‌پذیری ۴۸۰×۸۰۰ پیکسل و قابلیت نمایش ۱۶ میلیون رنگ است، نمایشگر این تلفن از قابلیت‌های لمس چندگانه و سنسور حرکتی خودکار پشتیبانی می‌کند.
اچ‌تی‌سی دیزایر اس دارای پردازشگری از نوع Scorpion و با سرعت ۱ گیگاهرتز است و جی‌پی‌یو (گرافیک) آن از نوع آدرنو ۲۰۵ (Adreno 205) است. این تلفن دارای ۷۶۸ مگابایت حافظهٔ رم و پشتیبانی از کارت حافظه تا ۳۲ گیگابیات است.
دوربین دستگاه یادشده ۵ مگاپیکسل همراه با فلاش ال‌ای‌دی و فوکوس خودکار و لمسی است و از قابلیت ژئوتگنیگ نیز پشتیبانی می‌کند، فیلمبرداری این تلفن اچ‌دی و با سرعت ضبط ۳۰ فریم بر ثانیه می‌باشد.